# Lysandra (genre)
Pour l’article homonyme, voir Lysandra (fille de Ptolémée Ier).
Genre
Lysandra est un genre paléarctique de lépidoptères de la famille des Lycaenidae et de la sous-famille des Polyommatinae.

## Systématique et phylogénie
Le genre Lysandra a été décrit par l'entomologiste britannique Arthur Francis Hemming en 1933.
L'espèce type pour le genre est Papilio coridon  Poda, 1761.
Le genre Lysandra est classé dans la famille des Lycaenidae, la sous-famille des Polyommatinae et la tribu des Polyommatini.
De nombreux auteurs récents traitent Lysandra comme un sous-genre du genre Polyommatus.
Des études de phylogénétique moléculaire ont cependant conduit à le réhabiliter en tant que genre à part entière. Lysandra apparaît dès lors comme le groupe frère d'un clade réunissant les genres Neolysandra et Polyommatus.

## Liste des espèces
Le genre compte entre 13 et 17 espèces en fonction des sources,, :
- Lysandra albicans (Gerhard, 1851) — l'Argus iridié — Espagne, Maroc.
- Lysandra bellargus (Rottemburg, 1775) — l'Azuré bleu céleste — Europe, Sud de la Russie, Irak, Iran, Caucase, Transcaucasie, Turquie.
- Lysandra caelestissima (Verity, 1921) — le Bleu-nacré ibérique[5] — Est de l'Espagne (Montes Universales).
- Lysandra coridon (Poda, 1761) — l'Argus bleu-nacré — Europe, Asie Mineure, Sud de l'Oural.
- Lysandra corydonius (Herrich-Schäffer, [1852]) — Caucase, Transcaucasie, Nord-Est de la Turquie, Nord-Ouest de l'Iran.
- Lysandra caucasica (Lederer, 1870) — Nakhitchevan, monts Talych — souvent considéré comme une sous-espèce de Lysandra corydonius[4].
- Lysandra melamarina Dantchenko, 2000 — Ouest du Grand Caucase.
- Lysandra sheikh Dantchenko, 2000 — Nord-Est du Grand Caucase.
- Lysandra dezina de Freina & Witt, 1983 — Kurdistan.
- Lysandra hispana (Herrich-Schäffer, [1851]) — le Bleu-nacré d'Espagne — Espagne, Sud de la France, Nord de l'Italie.
- Lysandra nufrellensis Schurian, 1977 — le Bleu-nacré de Corse — Corse — souvent considéré comme une sous-espèce de Lysandra coridon.
- Lysandra ossmar (Gerhard, 1851) — Asie Mineure.
- Lysandra punctifera (Oberthür, 1876) — l'Azuré du Maghreb — Maroc, Algérie, Tunisie.
- Lysandra syriaca (Tutt, 1914) — Syrie, Liban.
- Lysandra gennargenti Leigheb, 1987 — le Bleu-nacré sarde[5] — Sardaigne — souvent considéré comme une sous-espèce de Lysandra coridon.
- Lysandra arzanovi (Stradomsky & Shchurov, 2005) — Caucase.

## Caractéristiques
Les imagos des espèces du genre Lysandra sont de petits papillons présentant un fort dimorphisme sexuel. Les mâles ont le dessus des ailes d'une couleur bleu ciel, bleu clair ou gris argenté selon l'espèce, souvent avec une bordure sombre dont la largeur dépend également de l'espèce.
Les femelles ont généralement un dessus brun, souvent bordé de lunules orange (mais il existe des formes de femelles bleues comme les mâles).
En comparaison avec les genres voisins, les Lysandra ont pour principale caractéristique d'avoir les franges des ailes nettement bicolores, blanches entrecoupées de brun ou noir,. 
Le revers des ailes a une couleur de fond variant entre blanc, gris et beige chez les mâles, et souvent plus brune chez les femelles. Comme chez d'autres genres de la tribu des Polyommatini, ce fond est orné de nombreux points noirs cerclés de blancs, ainsi que de lunules submarginales orange. À l’instar de certains Polyommatus, les Lysandra ont un point dans la cellule au revers des ailes antérieures. 
Les Lysandra sont également connus pour la grande variabilité de leur nombre de chromosomes, à l'échelle interspécifique mais aussi parfois intraspécifique. Cette instabilité chromosomique pourrait avoir joué un rôle important dans la diversification récente du genre.

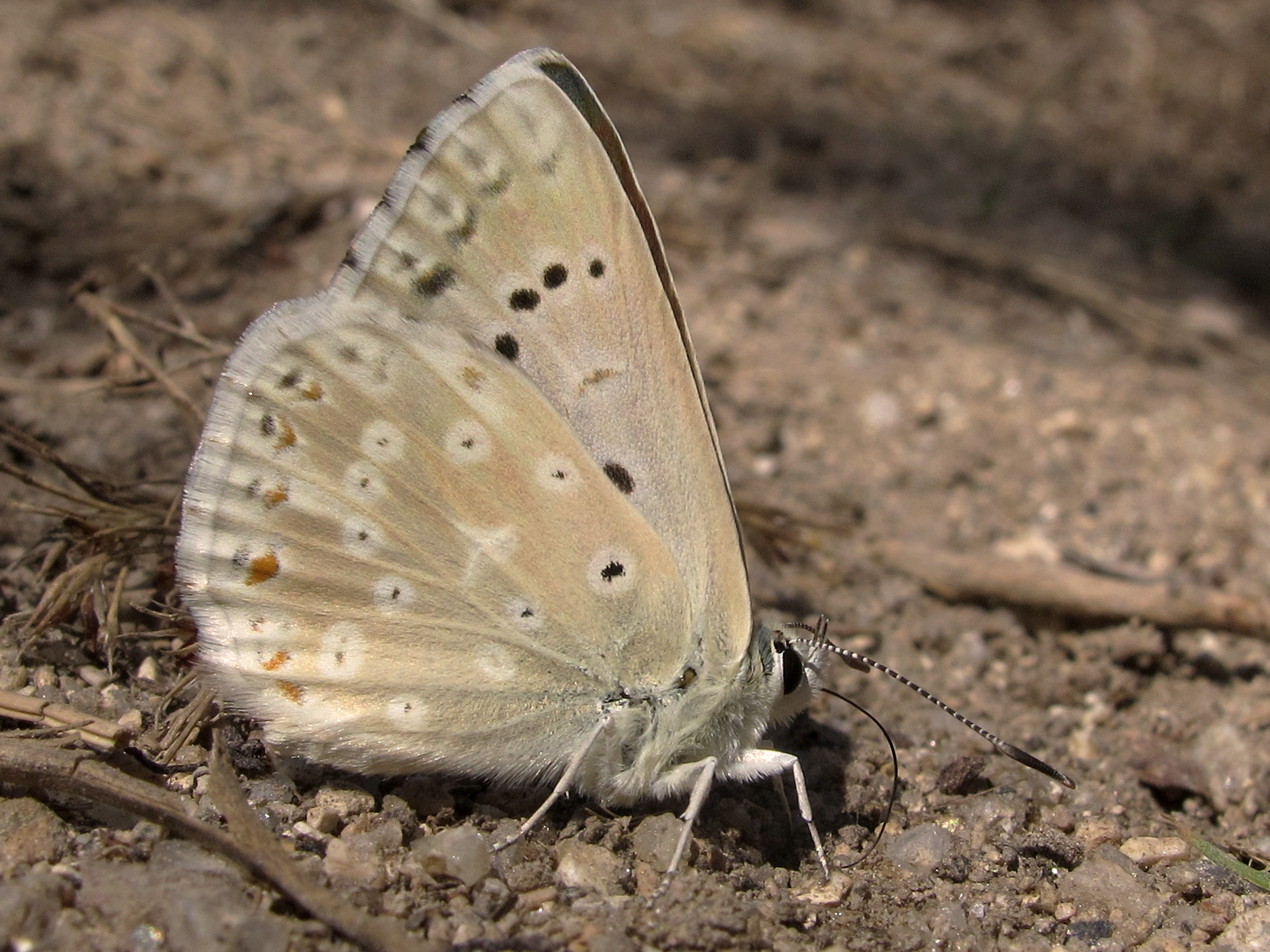
Lysandra albicans, mâle.
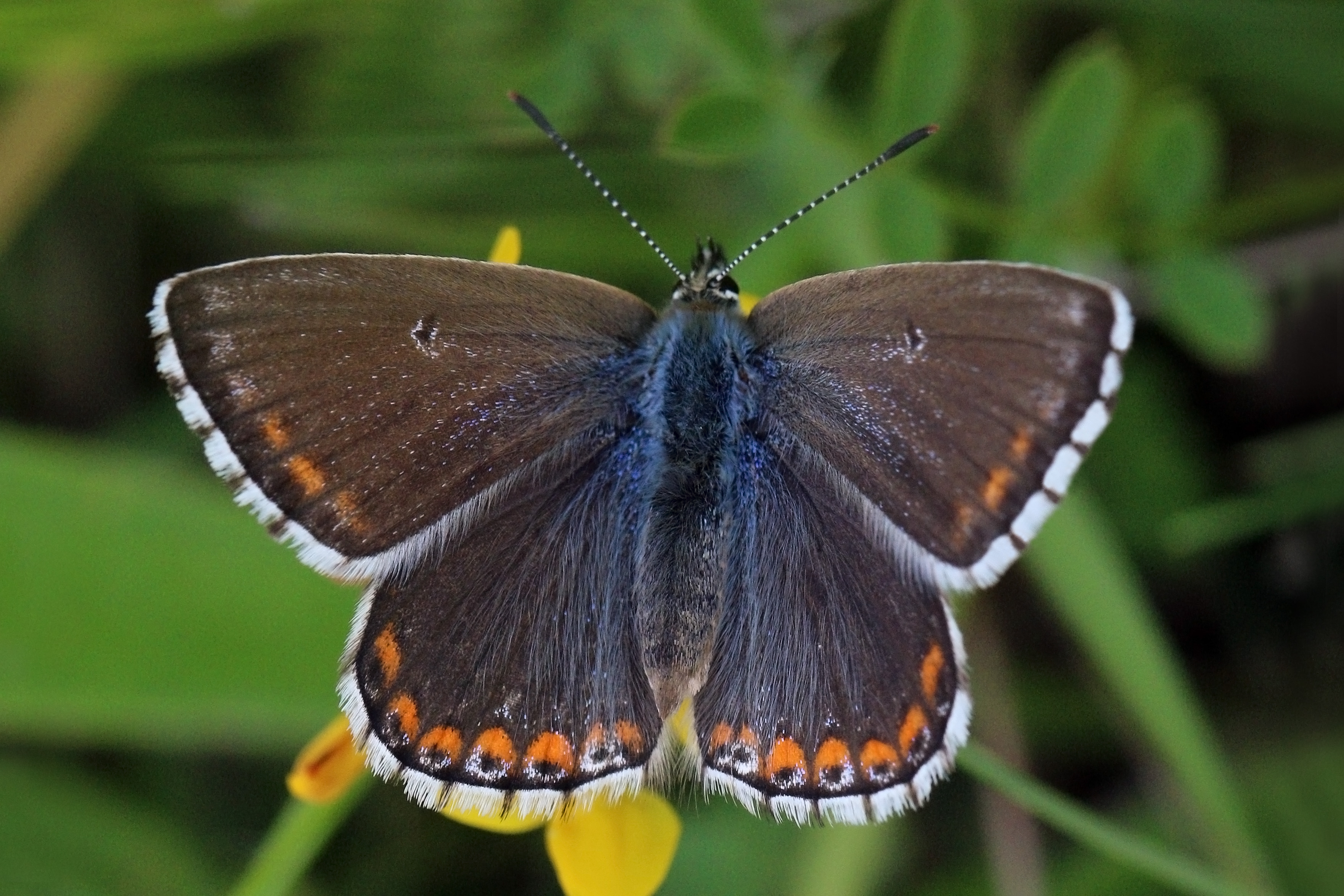
Lysandra bellargus, femelle.
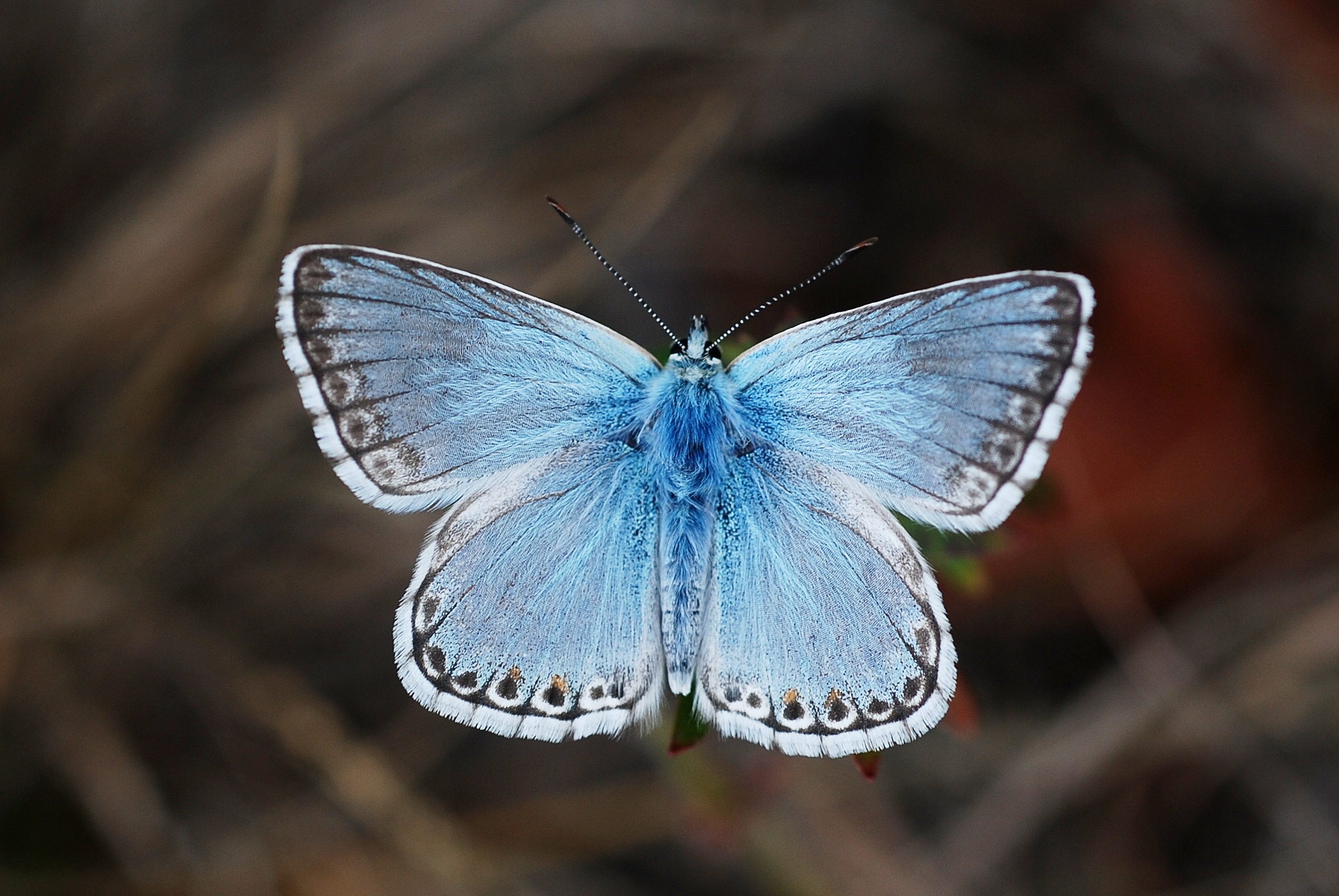
Lysandra coridon, mâle.
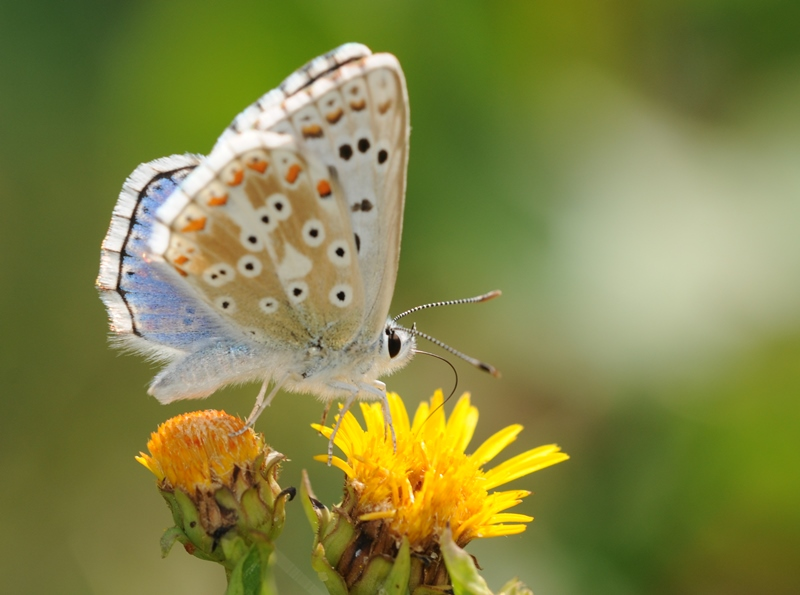
Lysandra corydonius, mâle.
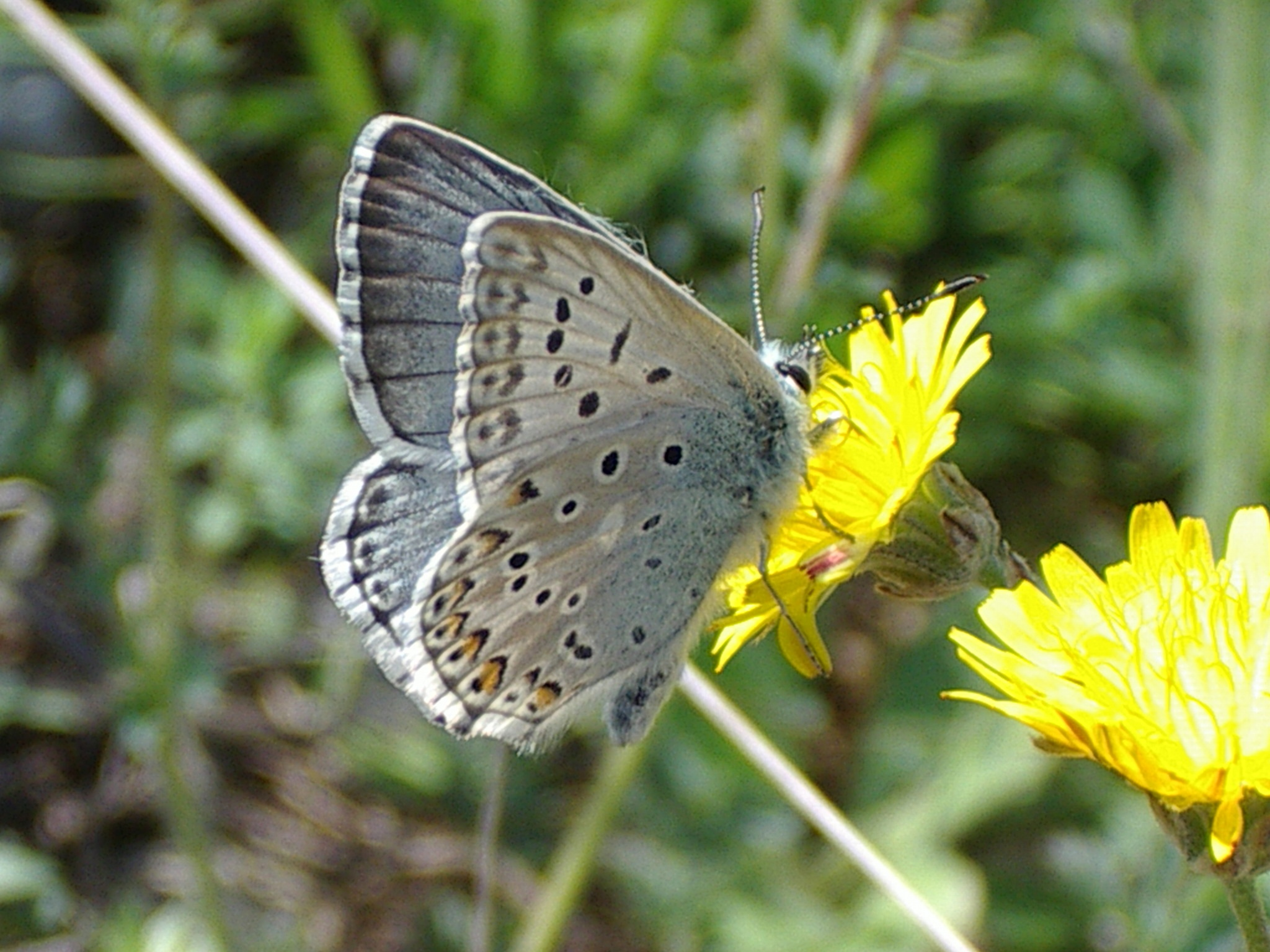
Lysandra hispana, mâle.
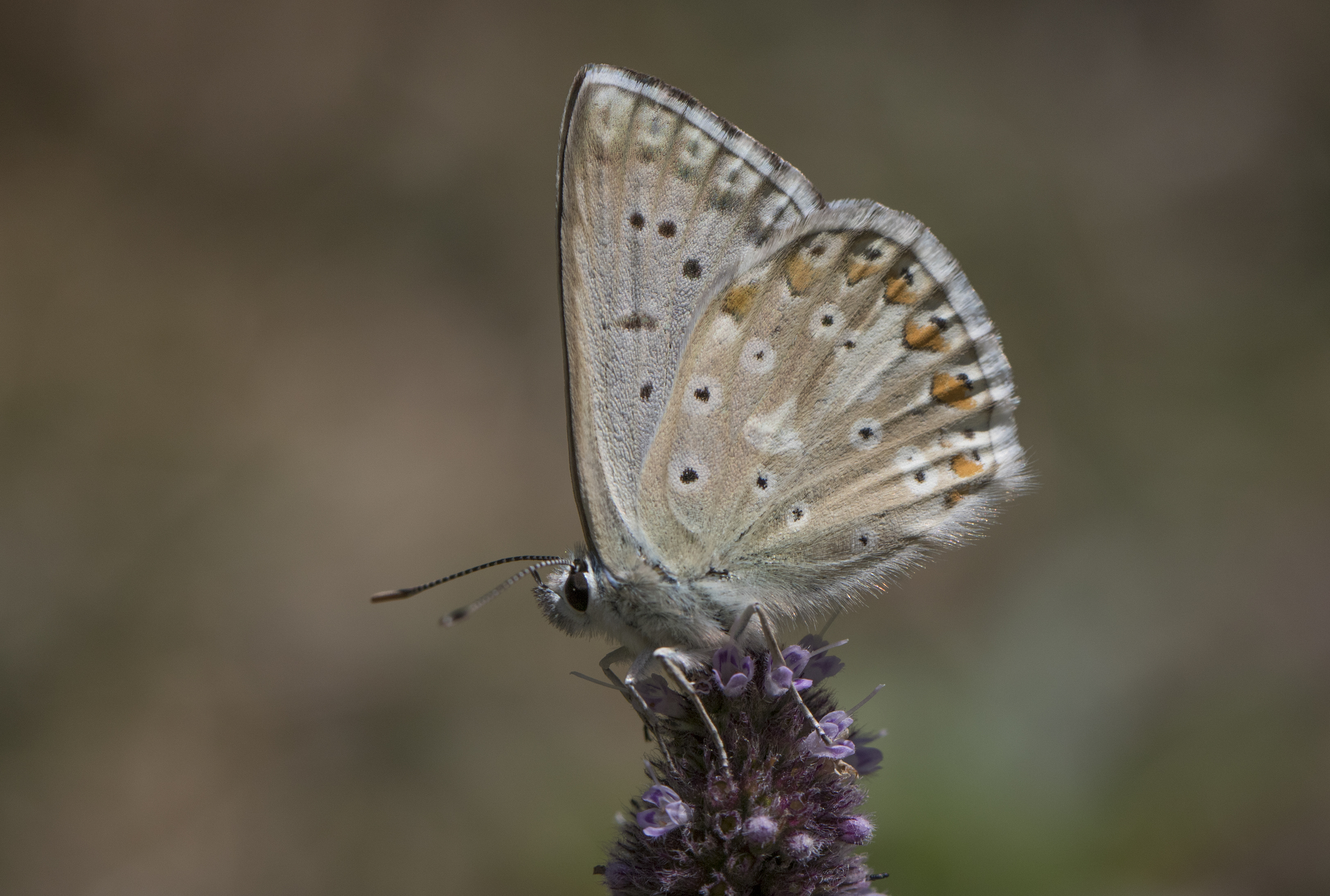
Lysandra ossmar, mâle.
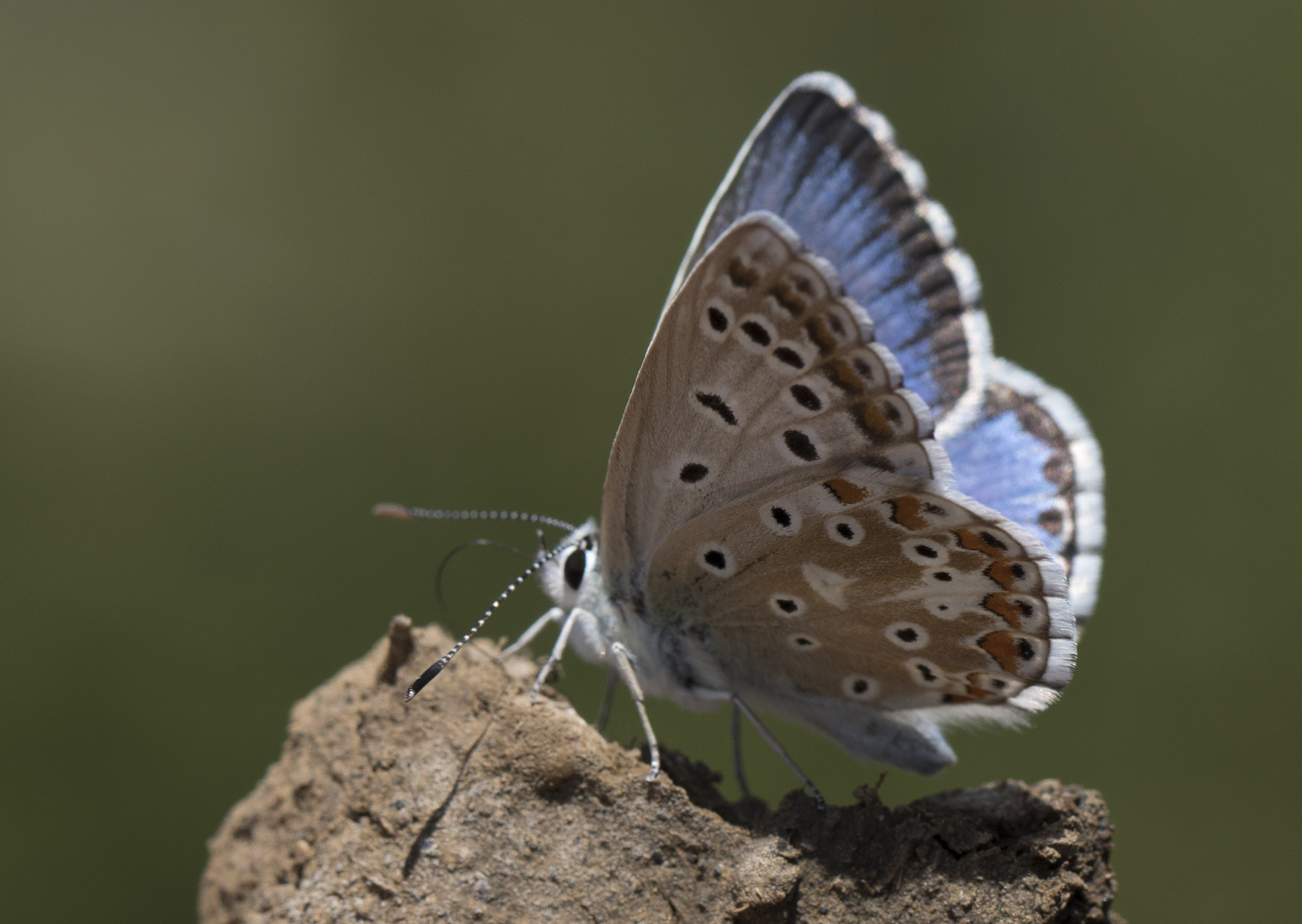
Lysandra syriaca, mâle.

## Distribution géographique
Le genre Lysandra est exclusivement paléarctique : il est représenté en Europe, en Afrique du Nord et dans la moitié occidentale de l'Asie, avec deux principaux centres de biodiversité dans la péninsule Ibérique et le Moyen-Orient.